# Фръцилия Ънтру Дрептате
„Фръцилия Ънтру Дрептате“ (на румънски: Frățilia întru Dreptate, в превод Братство за правда) е румънски седмичен вестник, издаван в Букурещ в 1880 година.
Директор на вестника е Василе Урекя, а редакцията на арумънски език е на Константин Белимаче. Вестникът е на румънски, като подзаглавието му е Вестник на румънциите в Балканите (Gazeta românilor de peste Balcani). Периодичността е обявена на арумънски език – Ease unî oаrî pre septemânа. В първия брой фигурира мотото Светлина. Националност. Законност. (Lumină. Naţionalitate. Legalitate.) Това е първото периодично издание в Румъния от и за арумъните. Отпечатани са само три броя в печатница „F. Gobl.” Редакторите не са обявени.
В брой 1 е представена първата Общество за Македонорумънска култура от 23 септември 1879 г. и устава на тази организация. В брой 2 от 22 август 1880 г. са публикувани на арумънски „Миорица“ и „Слънце и луна“ на Ташку Илиеску, както и стихотворения на Михалаки Никулеску. Разглеждат се етническите и религиозните проблеми, публикуват се мемоари, кореспонденция и литературни съчинения, някои от които и на гръцки.